# 6416 Nyukasayama
6416 Nyukasayama este un asteroid din centura principală de asteroizi.

## Descriere
6416 Nyukasayama este un asteroid din centura principală de asteroizi. A fost descoperit pe 14 noiembrie 1993 la Nyukasa de Masanori Hirasawa și Shohei Suzuki. Asteroidul prezintă o orbită caracterizată de o semiaxă mare de 3,08 ua, o excentricitate de 0,14 și o înclinație de 1,7° în raport cu ecliptica.